# Colourbox
 (avril 2021).
La mise en forme du texte ne suit pas les recommandations de Wikipédia : il faut le « wikifier ».
Les points d'amélioration suivants sont les cas les plus fréquents :
- Les titres sont pré-formatés par le logiciel. Ils ne sont ni en capitales, ni en gras.
- Le texte ne doit pas être écrit en capitales (les noms de famille non plus), ni en gras, ni en italique, ni en « petit »…
- Le gras n'est utilisé que pour surligner le titre de l'article dans l'introduction, une seule fois.
- L'italique est rarement utilisé : mots en langue étrangère, titres d'œuvres, noms de bateaux, etc.
- Les citations ne sont pas en italique mais en corps de texte normal. Elles sont entourées par des guillemets français : « et ».
- Les listes à puces sont à éviter, des paragraphes rédigés étant largement préférés. Les tableaux sont à réserver à la présentation de données structurées (résultats, etc.).
- Les appels de note de bas de page (petits chiffres en exposant, introduits par l'outil «  Source ») sont à placer entre la fin de phrase et le point final[comme ça].
- Les liens internes (vers d'autres articles de Wikipédia) sont à choisir avec parcimonie. Créez des liens vers des articles approfondissant le sujet. Les termes génériques sans rapport avec le sujet sont à éviter, ainsi que les répétitions de liens vers un même terme.
- Les liens externes sont à placer uniquement dans une section « Liens externes », à la fin de l'article. Ces liens sont à choisir avec parcimonie suivant les règles définies. Si un lien sert de source à l'article, son insertion dans le texte est à faire par les notes de bas de page.
- La présentation des références doit suivre les conventions bibliographiques. Il est recommandé d'utiliser les modèles {{Ouvrage}}, {{Chapitre}}, {{Article}}, {{Lien web}} et/ou {{Bibliographie}}. Le mode d'édition visuel peut mettre en forme automatiquement les références.
- Insérer une infobox (cadre d'informations à droite) n'est pas obligatoire pour parachever la mise en page.

Pour une aide détaillée, merci de consulter Aide:Wikification.
Si vous pensez que ces points ont été résolus, vous pouvez retirer ce bandeau et améliorer la mise en forme d'un autre article.
Colourbox était un groupe musical électronique anglais signé sur le label 4AD, ayant sorti quelques disques entre 1982 et 1987. Le groupe fut fondé par les frères Martyn et Steve Young, Ian Robbins et la chanteuse Debbion Currie. Currie et Robbins ont quitté le groupe en 1983, Lorita Grahame assura alors le chant.
Colourbox se démarque de ses compagnons de label d'alors 4AD - des groupes tels que Dead Can Dance, Cocteau Twins et This Mortal Coil (bien que les frères Young aient contribué à des morceaux sur les deux premiers albums de ce dernier projet It'll End in Tears et Filigree &amp; Shadow ),. Leur son, éclectique, s'inspirait d'influences reggae et soul (avec des reprises de titres de U-Roy et Augustus Pablo sortis en singles), de rythmes hip-hop axés sur le beat-box, de Blue-eyed soul, ainsi que d'une fusion de diverses influences allant du R&B classique au dub jusqu'à la musique industrielle.

## Carrière
Après leur premier single "Breakdown" / "Tarantula" sorti fin de 1982 (ainsi qu'un remix en 1983 des morceaux par le nouveau producteur Mick Glossop, toujours avec Currie au chant), Currie fut remplacée par Lorita Grahame. En novembre 1983 sorti un mini-album de quatre titres aux sonorités expérimentales, simplement intitulé Colourbox. Après une poignée de singles, le premier album studio complet de Colourbox - également éponyme - suivi en août 1985. Le groupe a pu encore affiner un peu plus la diversité de sa palette musicale en mélangeant des instrumentaux power-punk agrémenté d'échantillons et de parties de piano ("Just Give 'em Whisky "et" Sleepwalker "respectivement), de pop ("The Moon Is Blue" et "Suspicion"), ainsi que des reprises de reggae et de soul (" Say You "de U-Roy et" You Keep Me Hanging On "de The Supremes )[réf. nécessaire]. Ce disque restera le seul album complet du groupe.
En 1986, le groupe a publié simultanément deux singles complètement différents le même jour : l'un était un instrumental initialement conçu comme un hymne de la Coupe du Monde de la FIFA de cette année ("The Official Colourbox World Cup Theme") et l'autre, une reprise de "Baby I Love You So" de Jacob Miller. Lorita Grahame assurait le chant. La même année, 4AD publia pour la première fois sur CD, le mini-LP de 1983, avec les versions 12" des deux singles, ainsi que la face B "Looks Like We're Shy One Horse / Shoot Out" ainsi que le précédent single, initialement absent de l'album, "Breakdown".
Le groupe eu un succès international en 1987 avec " Pump Up the Volume ", une collaboration avec AR Kane sous le nom de M . A . R . R . S.. Le morceau, remarquable, était presque entièrement composé à partir d' échantillons d'autres disques, une nouveauté pour un disque populaire à cette époque, bien que Colourbox eux-mêmes aient utilisé l'échantillonnage intensivement depuis leur mini-album de 1983. Les pressions d'un succès soudain ainsi que les longs litiges causés par l'utilisation d'échantillons ont conduit le groupe à ne plus jamais enregistrer en tant que Colourbox.
Pendant un bref moment après la dissolution de Colourbox, Martyn Young fut producteur des disques de groupes aussi divers que The Christians et ses camarades de label The Wolfgang Press, tandis que l'ancienne chanteuse Lorita Grahame prêta sa voix à l'éphémère groupe "Hit the Roof", sur un disque (une reprise de "Contact" d'Edwin Starr) sorti sur le label One Little Indian. Depuis lors, les membres du groupe ont sorti peu de choses, à l'exception d'un bref retour aux tâches promotionnelles pour Martyn Young en 2001, afin de superviser la sortie de la compilation Colourbox Best of Colourbox 82/87.
4AD a publié un coffret éponyme de quatre disques compacts, compilant l'intégralité de leur morceaux (l'album complet ainsi que l'intégralité des remix, un mix CD 7", un mix CD 12" et le premier EP avec deux "peel sessions" et un mix inédit de "Arena") le 21 mai 2012. Le coffret, marquant le 30e anniversaire du groupe, a été réalisé par Martyn Young.
En 2014, Colourbox a fait l'objet d'une exposition, Music of the Band (1982 - 1987), organisée par Wolfgang Tillmans dans sa galerie Between Bridges à Berlin. Une compilation CD de 16 titres sélectionnés par Tillmans a été publiée par 4AD pour accompagner l'exposition. La collection a été rééditée en 2017, avec l'ajout d'une double édition LP, simultanément à l'exposition de Tillmans à la Tate Modern de Londres.
Martyn Young a joué des parties de claviers, réalisé l'enregistrement, produit et mixé le nouvel album de Modern English, qui devait initialement sortir en mars 2016. Ian Robbins est décédé en 2014. Steven Young est décédé le 13 juillet 2016.

## Discographie
L'intégralité de la discographie est sortie sur le label 4AD. Les classements de ventes proviennent du UK Indie Chart.

### Albums
- Colourbox (mini-album) (7 novembre 1983), No. 8
  - Vinyle (MAD315); CD (MAD315CD - sorti en 1986)
- Colourbox (album) (12 août 1985), No. 1
  - Vinyle LP (CAD508); CD (CAD508CD); cassette (CADC508)
- Colourbox (12 août 1985) - mini-album gratuit inclus avec les 10000 premiers exemplaires de 508 CAD
  - Vinyle LP (MAD509)

### Single
- "Breakdown" / "Tarantula" (novembre 1982) - avec Debian Curry
  - 7 "(AD215); 12" (BAD215)
- "Breakdown" / "Tarantula" (deuxième version) (mai 1983)
  - 7 "(AD304); 12" (BAD304)
- "Say You" / "Fast Dump" (mars 1984), No. 7
  - 7 "(AD403); 12" (BAD403)
- "Punch" / "Keep on Pushing" (juin 1984), No. 15
  - 7 "(AD406); 12" (BAD406)
- "The Moon Is Blue" / "You Keep Me Hanging On" (15 juillet 1985), No. 3
  - 7 "(AD507); 12" (BAD507)
- "Baby I Love You So" / "Looks Like We're Shy One Horse" / "Shoot Out" (14 avril 1986), No. 4
  - 7 "(AD604); 12" (BAD604)
- "The Official Colourbox World Cup Theme" / "Philip Glass" (14 avril 1986), No. 6
  - 7 "(AD605); 12" (BAD605)

### Compilations
- Lonely Is an Eyesore (15 juin 1987)
  - Vinyle (CAD703); CD 9CAD703CD) - 4AD label sampler incluant le morceau exclusif "Hot Doggie".
- Best of Colourbox 82/87 (15 octobre 2001)
  - CD (GAD2107CD)
- Colourbox (14 mai 2012)
  - Coffret 4 CD (CAD 3204 CD)
- Music of the Band (1982 - 1987) (2014)
  - CD (TAD 3443)